# Gästriklands runinskrifter 5
Runinskrift Gs 5 är en runsten från Hedesunda socken i Gävle kommun, Gästrikland.
Stenen hittades ituslagen vid ingången till kyrktornet då Hedesunda kyrka restaurerades 1954. Den slogs då sönder i sex fragment som nu förvaras i Länsmuseet Gävleborg. Den är ornerad med kors och drakslinga, men saknar runor. Ornamentiken avviker från den vanliga runstensstilen. Stenen dateras till 1000-talets andra hälften.